# Collepasso
Collepasso község (comune) Olaszország Puglia régiójában, Lecce megyében.

## Fekvése
A Salentói-félszigeten fekszik, Leccétől délre. 

## Története
A település első említése a 13. századból származik Colopati néven. A 18. század végére elnéptelenedett. A település életében fordulópontot jelentett amikor a 19. század elején a nápolyi bárónő Aurora Leuzzi és udvara megtelepedett a vidéken. A bárói palota körüli utcákat felújították. A népessége ismét növekedésnek indult és az 1861-es népszámláláskor már több mint ezer fő lakta. 

## Népessége
A lakosság számának alakulása:

## Főbb látnivalói
- Madonna delle Grazie-templom – 1865-ben épült.
- San Francesco-templom – 1980-ban épült
- Castello Baronale – egy korábbi, 15. századi kis erőd átépítésével kialakított nemesi palota.
- Palazzo Nuovo – 1840-ben épült Leuzzi bárónő élettársa, Alberti gróf számára.